# کوه قره داش
کوه قره داش شاهین دژ با ارتفاع ۲۸۷۱ متر در ۲۵ کیلومتری شرق شهر شاهین‌دژ و در شرق شهرستان شاهین‌دژ و در جنوب شرقی استان آذربایجان غربی قرار دارد که دره رود قوره چای و سرشاخه‌هایش در جنوب و شرق آن و دره رود اجیرلو چای در شمال آن می‌باشد.